# Układ recyrkulacji spalin

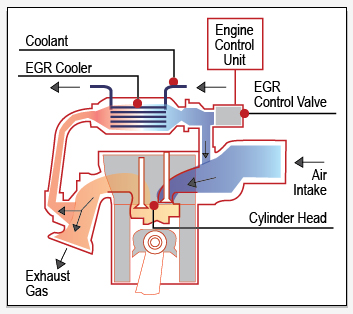
Przepływ spalin przez EGR

Układ recyrkulacji spalin (EGR – od ang. Exhaust Gas Recirculation) – układ zawracania części spalin do układu zasilania silnika stosowany w silnikach spalinowych tłokowych. Zawracanie spalin na wejście silnika ma zmniejszyć ilość zanieczyszczeń emitowanych przez silnik. 
Układ recyrkulacji wprowadza do układu zasilania silnika pewną część spalin. Zastosowanie takiego rozwiązania powoduje dostarczenie do komory spalania zawartych w spalinach substancji takich jak para wodna i dwutlenek węgla. Substancje te mają większą od powietrza pojemność cieplną, co skutkuje obniżeniem średniej temperatury spalania w cylindrach silnika. Jednocześnie EGR obniża zawartość tlenu w powietrzu biorącym udział w procesie spalania w związku ze zmianą proporcji między ilością tlenu i azotu. Oba te zjawiska powodują, że proces spalania w cylindrach przebiega w warunkach mniej sprzyjających tworzeniu się tlenków azotu (NOx) w porównaniu do silnika niewyposażonego w układ EGR. Skutkiem działania układu jest obniżenie emisji tlenków azotu bez jednoczesnego zwiększenia emisji cząstek stałych PM.

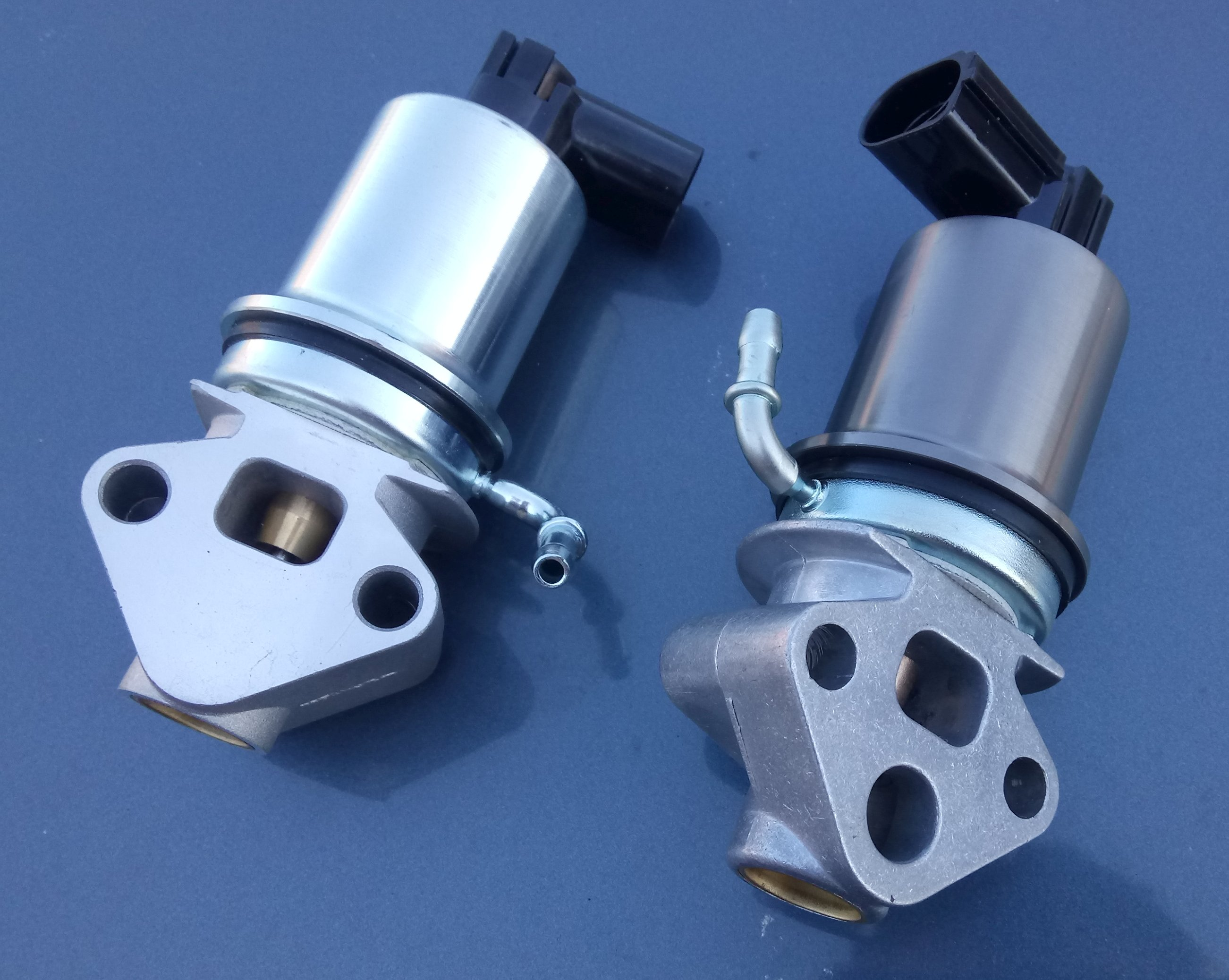
Zawory EGR

Do optymalnej pracy układu niezbędne jest odpowiednie dawkowanie ilości spalin dostarczanych do komory spalania, które jest zależne od obciążenia silnika (możliwości zubożenia mieszanki). W silnikach o zapłonie iskrowym z powrotem wprowadza się do 25% objętości spalin o temperaturze blisko 650 °C. Natomiast w silnikach o zapłonie samoczynnym do 50%, w wyniku czego temperatura spalin jest zmniejszana do 400–450 °C. W związku z tym układ wymaga dodatkowej chłodnicy zawracanych spalin. W celu osiągnięcia zadanych parametrów system współpracuje z układem wtryskowym oraz zapłonowym, a także wykorzystuje odczyty z sond tlenu oraz czujników temperatury.
Występują dwa rodzaje rozwiązań konstrukcji systemów EGR:
- rozwiązania wykorzystujące recyrkulację wewnętrzną – w trakcie suwu ssania opóźnione zostaje zamknięcie zaworów wylotowych, przy pozostawieniu otwartych zaworów dolotowych. Takie rozwiązanie powoduje pozostanie części spalin w komorze spalania, jednakże wymaga zastosowania zaawansowanych rozwiązań konstrukcyjnych układu rozrządu oraz jest mniej skuteczne od układów zewnętrznych. Dlatego rozwiązania takie występują w silnikach, dla których ważne jest utrzymanie parametrów zewnętrznych pracy (silniki szybkoobrotowe i wysilone). Rozwiązanie z wewnętrzną recyrkulacją spalin jest też stosowane w dwusuwowych, wolnoobrotowych silnikach wielkiej mocy (silniki okrętowe czy stacjonarne generatory prądu). Zabieg podnoszący energię spalin, obniżający emisję NOx oraz niedopalonych węglowodorów. Zastosowany tam zabieg konstrukcyjny polega na zmniejszeniu przekroju okien dolotowych a tym samym zmniejszeniu ilości powietrza przepłukującego.
- zewnętrzne układy recyrkulacji – spaliny pobierane są z kolektora wylotowego, a następnie kierowane do układu ssącego. Za odpowiednie dawkowanie odpowiedzialny jest zawór recyrkulacji. Nowoczesne zawory wyposażone są w czujnik temperatury oraz układy określające ich stopień otwarcia.

## Awarie układów recyrkulacji spalin
Do najczęstszych awarii układu należy zablokowanie zaworu, co może być spowodowane nagromadzeniem się nagarów lub nieszczelnością przewodów doprowadzających podciśnienie lub spaliny. Awarie te mogą skutkować uszkodzeniem sondy lambda, zakłóceniami w pracy jednostki napędowej lub dymieniem z układu wydechowego. W systemach OBD układ recyrkulacji spalin należy do klasy B zagrożeń emisyjnych (średnie ryzyko emisyjne).
Mogą wystąpić usterki, np. większe obroty na sprzęgle lub tzw. szarpanie podczas jazdy. Uszkodzenie zaworu EGR jest sygnalizowane, przez zapalenie kontrolki check engine na desce rozdzielczej. Regularne czyszczenie zaworu znacznie zmniejsza ryzyko wystąpienia awarii oraz wydłuża jego żywotność, jednak nie gwarantuje uchronienia przed ostateczną wymianą.

## Efekty uboczne zastosowania układu recyrkulacji spalin
Efektem ubocznym stosowania EGR jest spadek mocy silnika, ponieważ wpuszczenie spalin do dolotu sprawia, że w zassanym powietrzu zmniejsza się ilość tlenu, więc spalanie przebiega gorzej. Spaliny nie uczestniczą w reakcji, ale pełnią rolę „wypełniacza” komory spalania. Dlatego też zawór EGR nie otwiera się na wolnych obrotach - ponieważ silnik dusiłby się, a przy znacznym obciążeniu nie byłby w stanie normalnie pracować.
Dodatkowym efektem ubocznym jest łączenie się sadzy wraz z mgłą olejową odmy czy też uszkodzonej turbosprężarki, co prowadzi do zalepiania kolektora ssącego grubymi warstwami szlamu, a w konsekwencji do spadku mocy czy też zmiany charakterystyki momentu obrotowego. 
Zlepiony olej z sadzą, doprowadza do awarii klapek w kolektorze ssącym, a w konsekwencji do spadku mocy a nawet zniszczenia silnika.